# Nazionale maschile under 21 di football americano dell'Italia
La nazionale maschile under 21 di football americano dell'Italia è la selezione maschile di football americano della Federazione Italiana di American Football, il cui nickname è Blue Team, che rappresenta l'Italia nelle varie competizioni ufficiali o amichevoli riservate a squadre Nazionali Under-19. È chiamata anche "Rappresentativa Sperimentale".

## Dettaglio stagioni

### Amichevoli
| Stagione | Vin | Par | Per | Tot | PF | PS | avversaria |
| -------- | --- | --- | --- | --- | -- | -- | ---------- |
| 2023     | 0   | 0   | 1   | 1   | 13 | 53 | AFW Elite  |
| Totale   | 0   | 0   | 1   | 1   | 13 | 53 |            |

Fonte: americanfootballitalia.com

### Riepilogo partite disputate
| Anno          | Luogo  | Evento     | Fase del torneo | Incontro                | Risultato |
| 8 aprile 2023 | Milano | Amichevole |                 | Italia U-21 - AFW Elite | 13 - 53   |

## Roster storici
| Roster sperimentale dell'Italia - Italia-AFW Elite 2023 |
| --- |
| Quarterback - Riccardo Duranti - Andrea Gatti Running Back - Cosimo Casati - Thomas Bonci - Alberto Licari Wide Receiver - Leonardo Carboni - Alessio Segrini - Tommaso Felisa - Emanuele Ghirotti - Jayden Minnehan - Michele Costa Offensive Linemen - Jacopo Simeoni - Leonardo Albanese - Francesco Lazzaretto - Matteo Serafini - Edoardo Tomaselli - Amedeo Vascelli - Lorenzo Gennaio Granato Defensive Linemen - Samuele Brunetti - Michele La Torre - Achmed Safiano - Michele Moretti - Simone di Lorenzo - Simone Risalto - Edoardo Calabrò Linebacker - Ariel Natale - Simone Piazzoli - Dickson Iwuagwu - Tommaso Cerrone - Dario Pinzauti - Giovanni Scialdone Defensive Back - Matteo Kolonna Appuhamilage - Alessio di Pierro - Leonardo Rosi - Alessandro Bruglia - Andrea Fantin - Kouassi N'Guessan Special Team Roster aggiornato al 7 novembre 2024 Coaching staff HC/DC Christian Nobile · OC Domenico Carroli · ST Coord. Primo Lursini · OL Samuele Rigato · RB Gianluca Ventura · WR/QB Sergio Scoppetta · LB Aristide Marossi |

## Allenatori
- dal 2022 Christian Nobile